# Onești, Hîncești
Onești este satul de reședință al comunei cu același nume  din raionul Hîncești, Republica Moldova.

## Demografie

### Structura etnică
Structura etnică a satului Onești conform recensământului populației din 2004:
| Grup etnic                                               | Populație | % Procentaj  |
| -------------------------------------------------------- | --------- | ------------ |
| Băștinași declarați Moldoveni Băștinași declarați Români | 1040 12   | 82,61% 0,95% |
| Ucraineni                                                | 125       | 9,93%        |
| Ruși                                                     | 65        | 5,16%        |
| Găgăuzi                                                  | 6         | 0,48%        |
| Bulgari                                                  | 5         | 0,40%        |
| Alții                                                    | 6         | 0,48%        |
| Total                                                    | 1259      |              |